# 今川義則
今川 義則（いまがわ よしのり、1966年7月12日 - ）は、岐阜県出身の日本の柔道家。身長165cm。現役時代は60kg級の選手。

## 人物
大垣日大高校時代は、後に78kg級と86kg級で世界チャンピオンとなる岡田弘隆及び65kg級で世界2位になる大熊政彦と同期だった。3年の時にはインターハイ軽量級で優勝を飾った。大阪商業大学へ進学すると、1年の時には正力杯60kg級の決勝で東海大学4年の小野幸司に敗れて2位だった。正力国際では決勝で亜細亜大学4年の熊本修治に有効で敗れた。4年の時には正力杯で3位になると、正力国際では決勝で日体大1年の村上喜則を破って優勝した。1989年には綜合警備保障の所属となった。

## 主な戦績
- 1984年 - インターハイ　軽量級　優勝
- 1985年 - 正力杯　2位
- 1986年 - 正力国際　2位
- 1986年 - ランス国際柔道大会　3位
- 1988年 - 正力杯　3位
- 1989年 - 正力国際　優勝

(出典、JudoInside.com)。